# Massachusetts' flag
Massachusetts' flag er hvidt med delstatens våben i midten. Våbenskjoldet er blåt og viser i gult en indianer af algonquin-folket samt en hvid stjerne i øvre hjørne. Skjoldet er omgivet af et bånd med mottoet Ense Petit Placidam, Sub Libertate Quietem ("med sværd søger vi fred, men fred bare i frihed"). Over skjoldet er delstatens hjelmfigur placeret, en hånd som holder et sværd. Flaget blev indført 6. marts 1915. Nuværende flaglovgivning er fra 3. juli 1971.
Massachusetts' flag er baseret på de faner delstatens militære tropper har ført siden 1787. Disse havde våbnet på den ene side og hånden med sværdet på den anden. I 1908 blev dette gjort til flag for delstaten, men da blev bagsiden prydet af et blåt våbenskjold med et grønt grantræ. Dette galt formelt også fra flaget blev officielt vedtaget i 1915 og frem til 1971. 

## Tidligere flag og søfartsflag
Det første flag for Massachusetts blev indført 29. april 1776 og bestod af et hvidt flag med et grønt træ og påskriften appeal to heaven. Formelt var dette delstatens søfartsflag frem til et nyt delstatsflag blev vedtaget, men det blev ikke benyttet i tiden efter den amerikanske revolution. I 1971 blev flaget formelt genindført som søfartsflag for Massachusetts, men da uden mottoet. 